# Свинцева мечеть (Шкодер)
Свинце́ва мече́ть (алб. Xhamia e Plumbit) — історична мечеть у місті Шкодер, що в північно-західній частині Албанії. Розташована на невеликому озері, не працює.
Назва Свинцева мечеть пояснюється тим, що її бані були вкриті свинцем.

## Історія
Свинцеву мечеть збудовав 1773 року албанський паша Мехмед Мушаті з благородної сім'ї Бушаті, котрий був візиром Скутарського пашалику в той час. Цим вчинком він хотів надати місту свого народження відчуття столиці. Уважається, що будівлю мечеті було зведено на території, що перебувала у власності католицької церкви.
Мехмед Бушаті особисто брав участь в будівництві, каміння нарізалось під його наглядом. Майже щодня він виходив зі своєї резиденції в замку Розафа щоб стежити за просуванням робіт.
Перший імам мечеті, Хаджі Ахмет Місріа, був єгипетського походження. Він приїхав до Албанії після контактів з Мехмедом Бушаті. Після нього служили інші імами й також піклувались про мечеть.

### Пошкодження
Упродовж 1900-х мечеть почала зазнавати ушкоджень, свинець, що покривав її бані було поступово розкрадено. 1916 року свинець, що лишився, було знято австрійською армією впродовж австрійського правління Албанією.
1967 року удар блискавки зруйнував мінарет, який до того, 1920 року, був відновлений Джелалом Бушаті, нащадком Мехмеда Бушаті.

### Державний атеїзм
1967 року Свинцеву мечеть, як і всі інші релігійні установи, було закрито, після того як антирелігійний комуністичний лідер Енвер Ходжа проголосив Албанію атеїстичною державою. На відміну від багатьох мечетей, що було зруйновано в цей час, ця змогла пережити комуністичний режим, скоріше за все завдяки тому, що 1948 року її було проголошено пам'яткою культури.

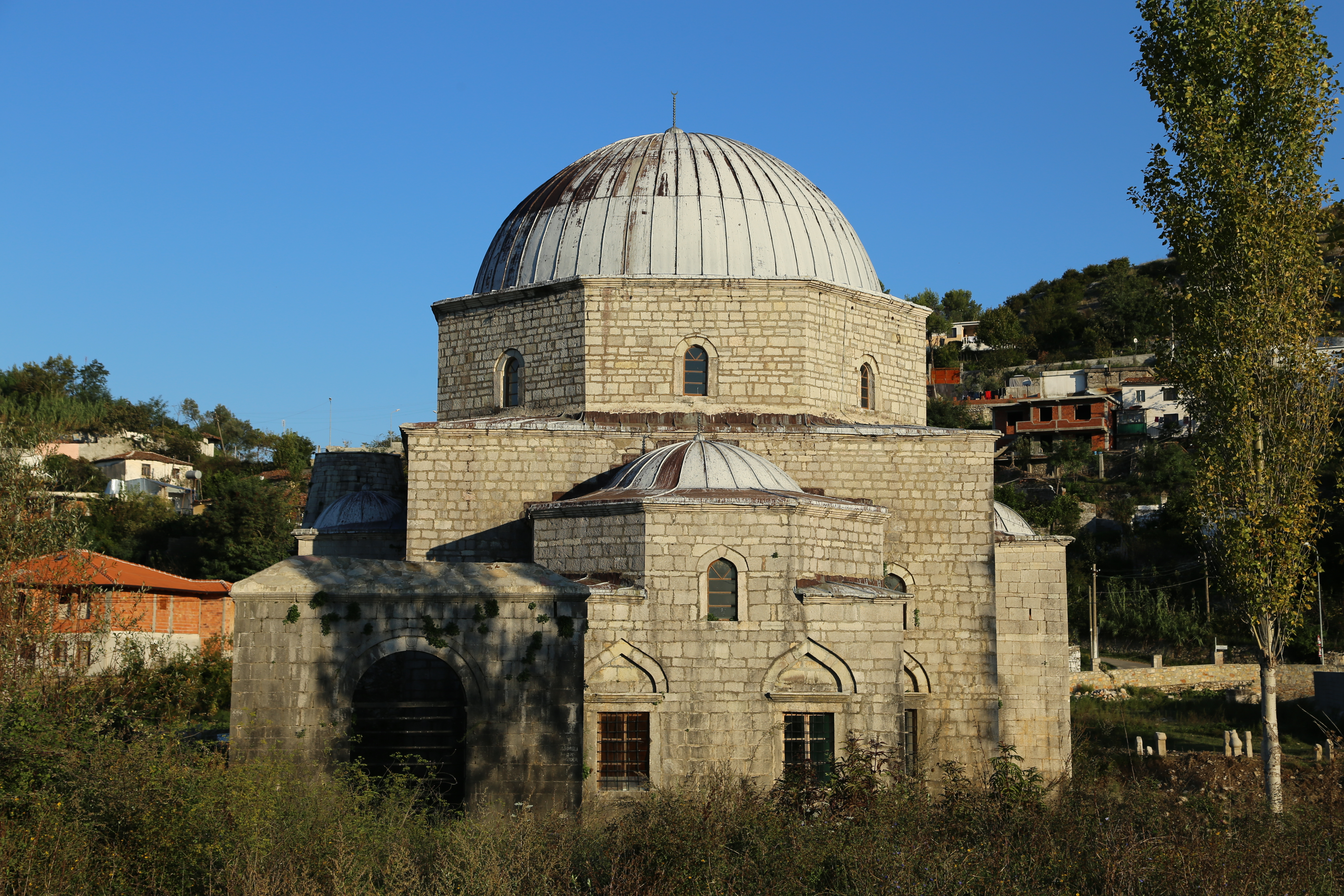
Південна сторона мечеті

### Пост-комунізм
16 листопада 1990 Свинцева мечеть передувала іншим мечетям Албанії у відновленні роботи, коли релігію знову було дозволено в державі. Найпершу релігійну службу в мечеті після 23 років державного атеїзму було проведено Хафізом Сабрі Кочі.

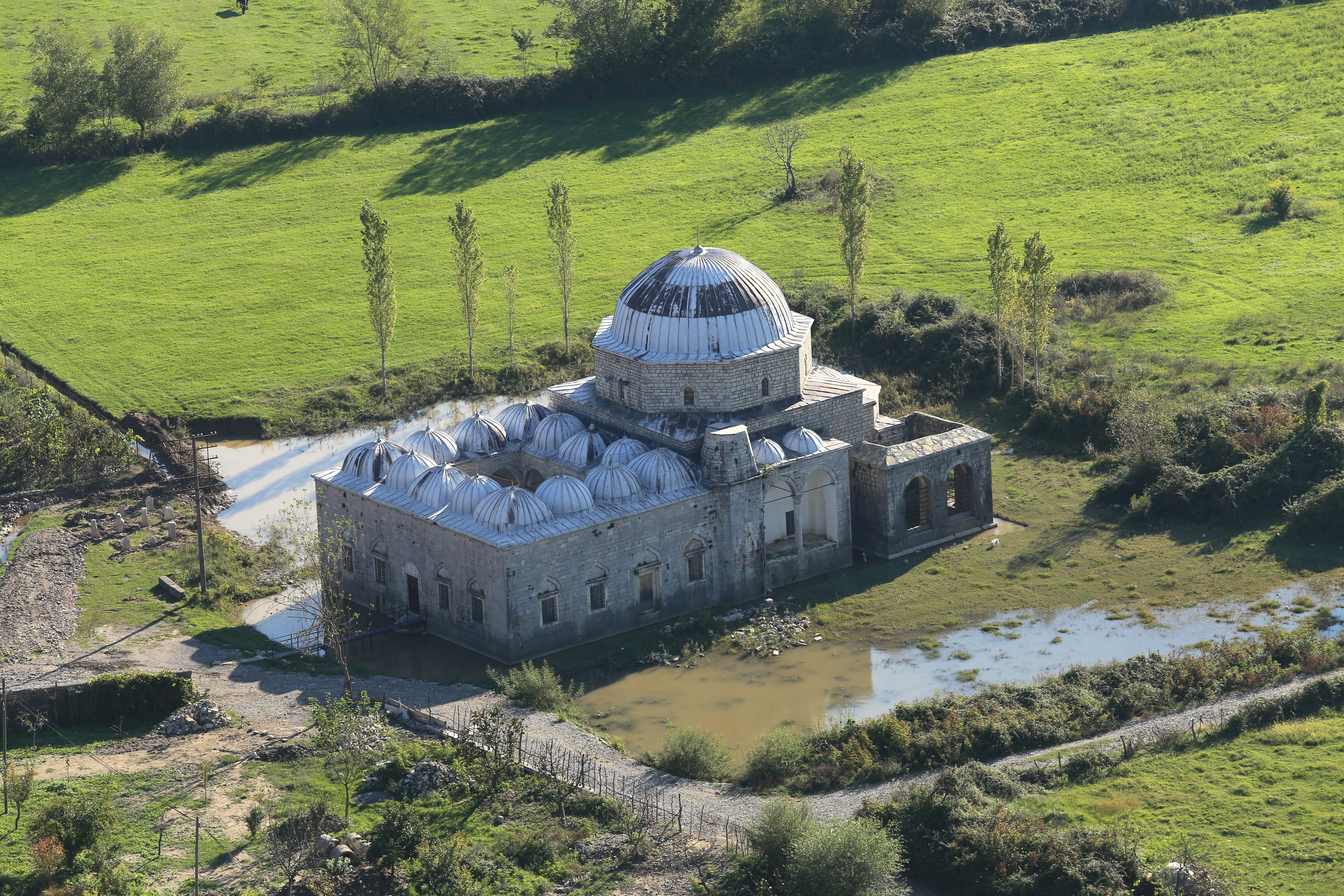
Вигляд з замку Розафа

## Конструкція
Свинцева мечеть є представницею османської архітектури, на відміну від більшості інших мечетей Албанії, які слідують арабському архітектурному стилю. Мечеть тісно віддзеркалює класичну османську архітектуру Стамбулу, Туреччина, яку було започатковано архітектором Сінаном у VI столітті.
Мечеть було збудовано з тесаного каміння майже однакового розміру, що створює приємну конструкційну симетрію. Каміння доставлялось з довколишнього села Гур і Зі людьми, що вибудувались в понад кілометровий живий ланцюг для передавання каміння з рук в руки до місця будівництва.

### Відновлення
За свій час життя мечеть підлягала кільком ремонтам: у 1863, 1920 та 1963 роках.

## Галерея

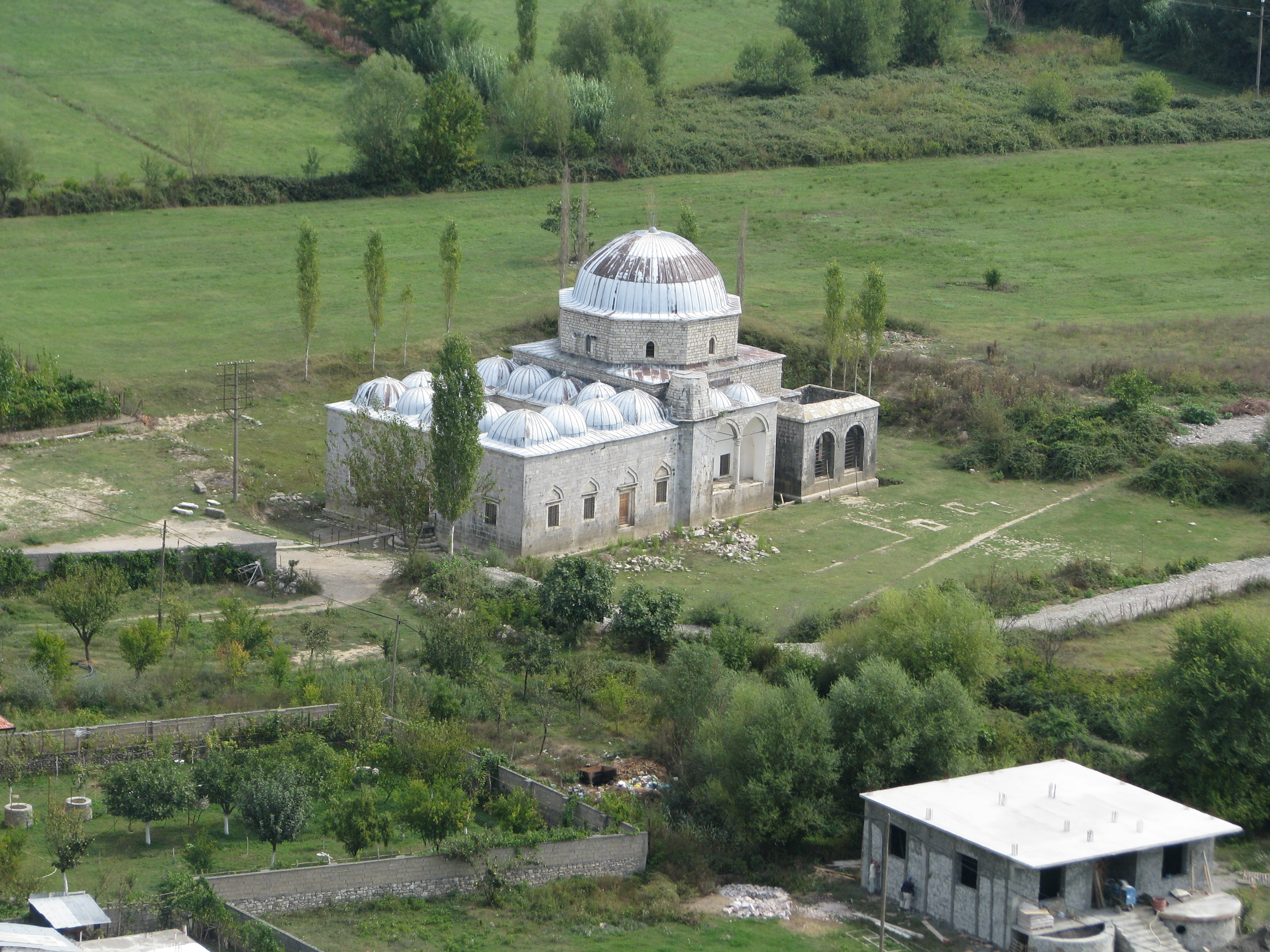
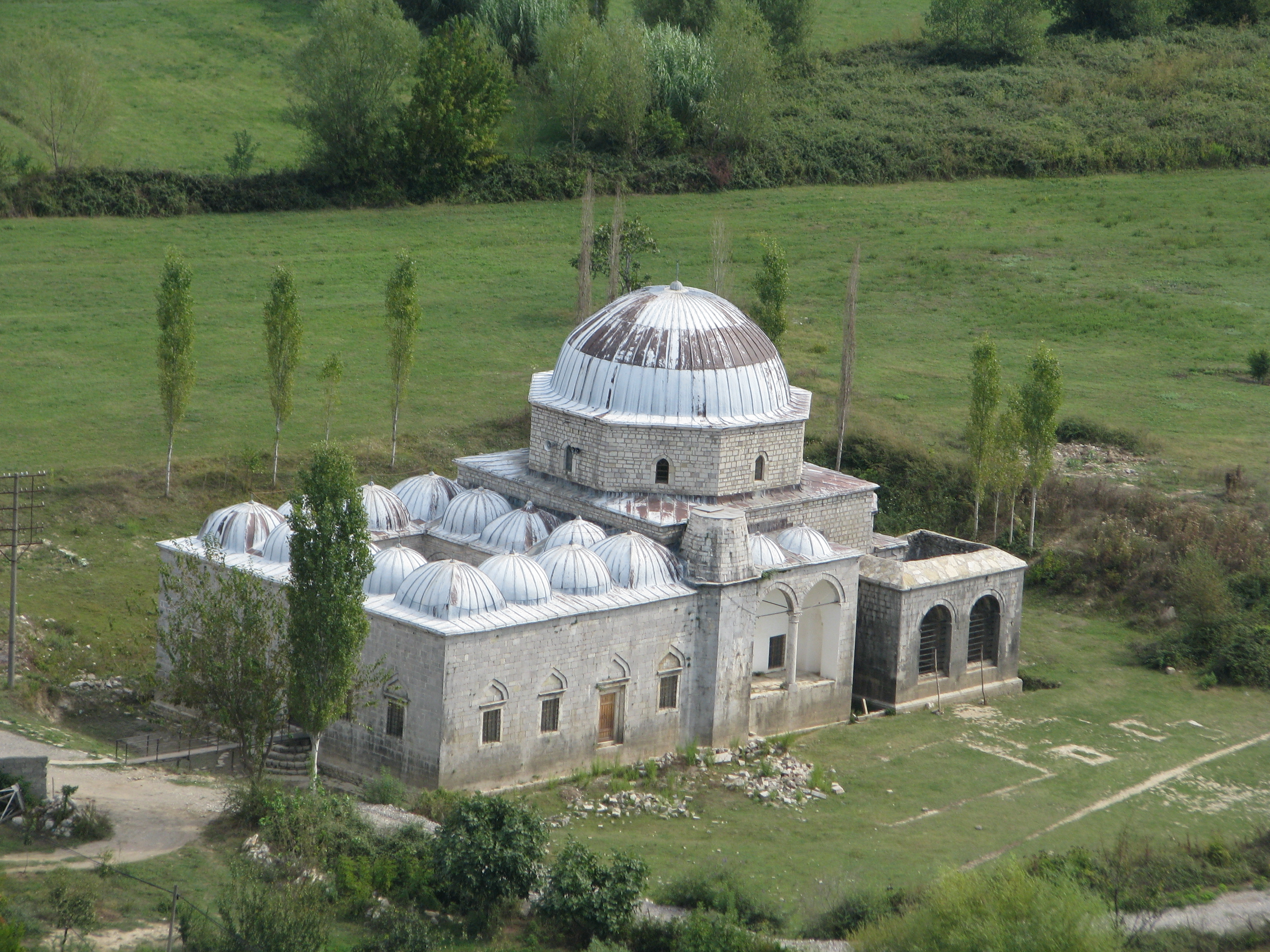
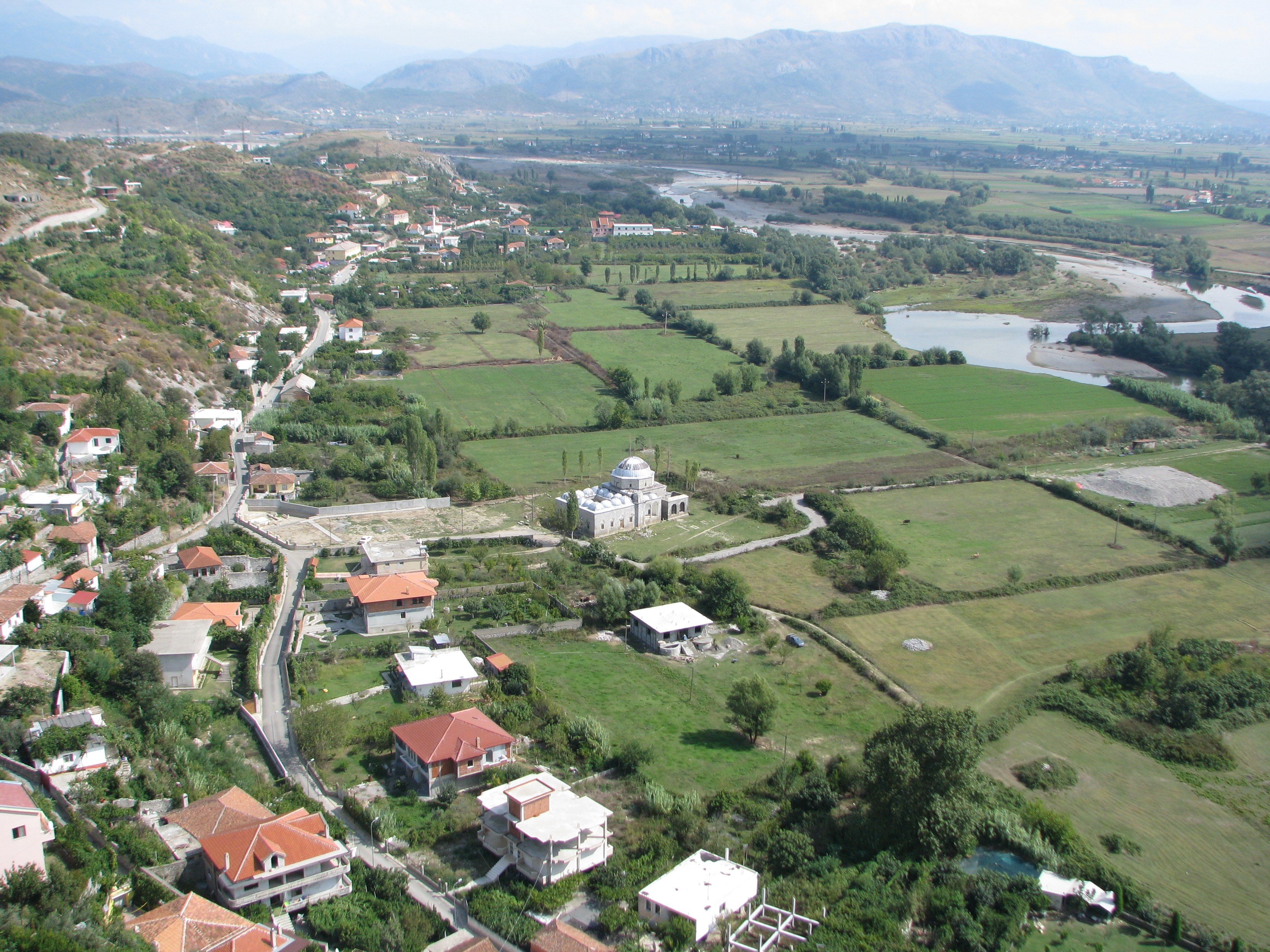
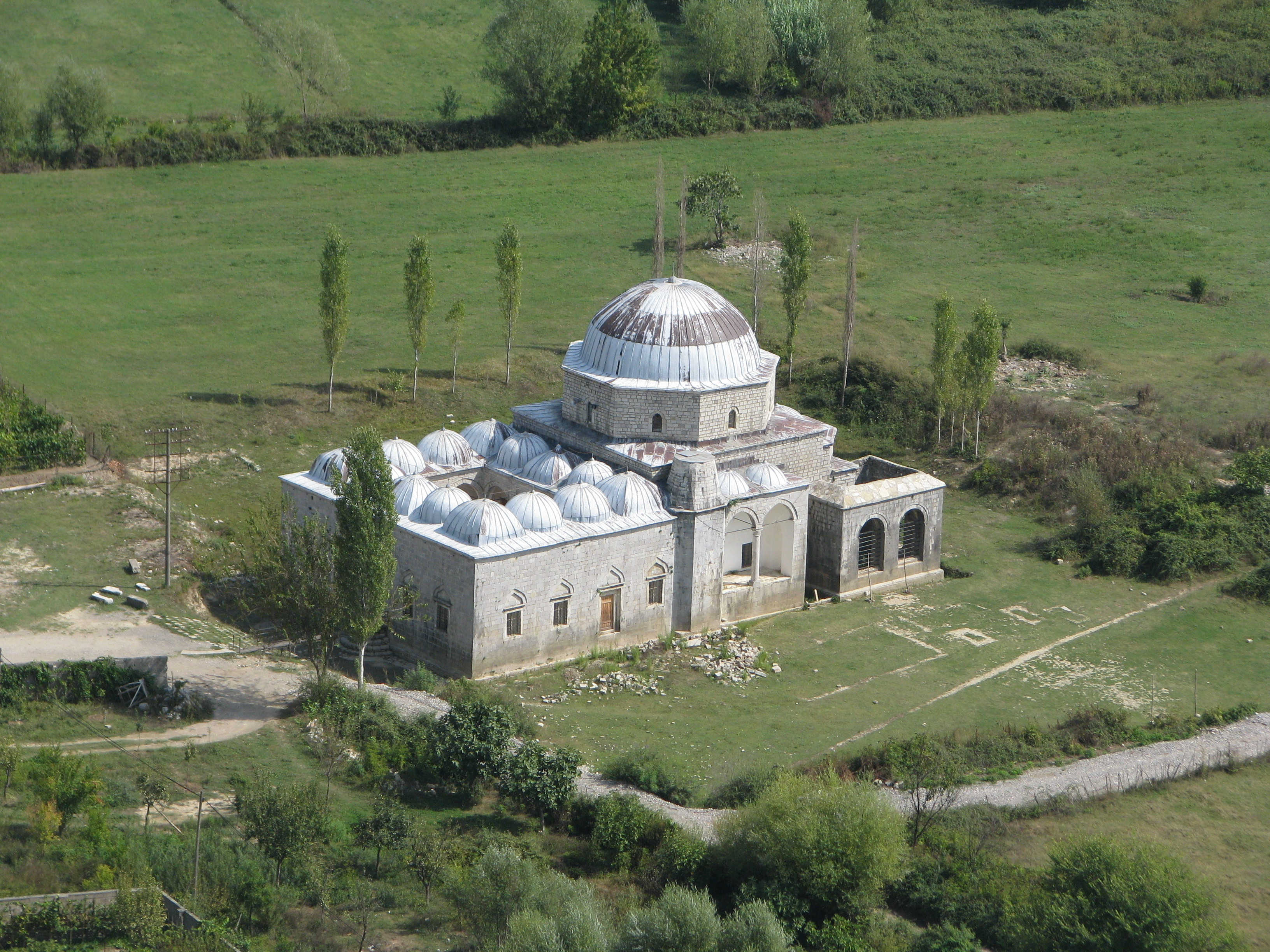